# Sphinctovalgus conradti
Sphinctovalgus conradti är en skalbaggsart som beskrevs av Hermann Julius Kolbe 1904. Sphinctovalgus conradti ingår i släktet Sphinctovalgus och familjen Cetoniidae. Inga underarter finns listade i Catalogue of Life.